# بركان 2 (صاروخ)
بركان-2 المعروف باسم بركان H2 هو صاروخ بالستي متوسط المدى مرتبط بعائلة صواريخ سكود السوفيتية تدعي حركة أنصار الله تطويره عن صاروخ بركان 1 المطور بدوره من صاروخ سكود سي. يصل مدى الصاروخ إلى أكثر من 1400 كم، دخل الخدمة في القوات الموالية لحركة انصار الله في العام 2017.

## مواصفات الصاروخ
- النوع: سكود سي
- المدى: 1400 كم
- الطول: 13 م
- الوزن: 8 طن
- وزن الراس الحربي: 500 - 650 كغ
- نوع الوقود: وقود سائل[2]

## دخول الخدمة
أعلنت القوة الصاروخية الموالية لجماعة انصار الله (الحوثي) دخول صاروخ بركان 2 الخدمة في يوليو 2017 في 4 نوفمبر 2017 أعلنت الجماعة استهداف مطار الملك خالد الدولي في الرياض بستخدام صاروخ بركان 2H. وأعلن الحوثيون في 19 ديسمبر 2017 أنهم قصفوا قصر اليمامة في العاصمة السعودية الرياض بصواريخ بركان 2.

## الدعم الإيراني
وتتهم الحكومة اليمنية المعترف بها دولياً والتحالف العربي لدعم الشرعية والمملكة العربية السعودية ايران بنقل الصواريخ البالستية وتقنيات إنتاجها وتطويرها للحوثيين في اليمن.
وتقول السعودية أن صاروخ بركان H2 هو صاروخ إيراني الصنع وأنه من عائلة صواريخ شهاب الايرانية.
في حين تنفي جماعة الحوثي الدعم الايراني بسلاح وتعلن أن جميع صواريخها أُنْتِجَت محلياً من قبل هيئة التصنيع الحربي في الجيش اليمني ووحدة القوة الصاروخية.